# El que espera (canción)
«El que espera» es una canción de la cantante brasileña Anitta y el cantante colombiano Maluma. Fue lanzada el 11 de agosto de 2022 a través de Warner Records como un sencillo de la edición de lujo del quinto álbum de estudio de Anitta Versions of Me. Fue escrita por Anitta, Maluma, Omar Luis Sambino, Andy Clay y Luis Salazar y producida por estos dos últimos.

## Antecedentes
El 17 de marzo de 2022, Anitta confirmó a través de sus historias de Instagram que tenía una colaboración con Maluma. Mencionó que la versión en español ya estaba lista desde hace tiempo y que estaba esperando a que Maluma enviara su versión en portugués. El 30 de julio, Anitta anunció que tenía tres videos musicales listos para promocionar la edición de lujo de su quinto álbum de estudio Versions of Me. Al día siguiente, Anitta reveló que los tres videos musicales son para «Gata», que ya aparece en la edición estándar del álbum, «El que espera» junto con Maluma y «Lobby» junto con Missy Elliott. De esta manera, reveló el nombre de la canción. El 2 de agosto, publicó un fragmento de la canción a través de TikTok. El 10 de agosto, anunció que la canción se lanzaría al siguiente día. La canción fue escrita por Anitta, Maluma, Omar Luis Sambino, Andy Clay y Luis Salazar y producida por estos dos últimos.

## Videoclip
Como se mencionó anteriormente, Anitta anunció el 30 de julio de 2022 que tenía tres videos musicales listos para promocionar la edición de lujo de su quinto álbum de estudio Versions of Me. El primer videoclip fue lanzado el 5 de agosto y fue el de «Gata», la segunda pista de la edición estándar del álbum. El segundo videoclip fue el de «El que espera». Fue lanzado el 11 de agosto junto con la canción, dirigido por Mike Ho y grabado en Ibiza. El videoclip muestra a ambos artistas en el set de grabación de una película de amor en el que ambos son los protagonistas.

## Posicionamiento en listas
| Listas (2022)                                       | Mejor posición |
| --------------------------------------------------- | -------------- |
| Argentina (Argentina Hot 100)                       | 91             |
| Costa Rica (Monitor Latino Urbano)                  | 18             |
| Estados Unidos (Billboard Latin Digital Song Sales) | 16             |
| Panamá (Monitor Latino Urbano)                      | 16             |
| Portugal (AFP)                                      | 105            |